# Gustav Kratzmann

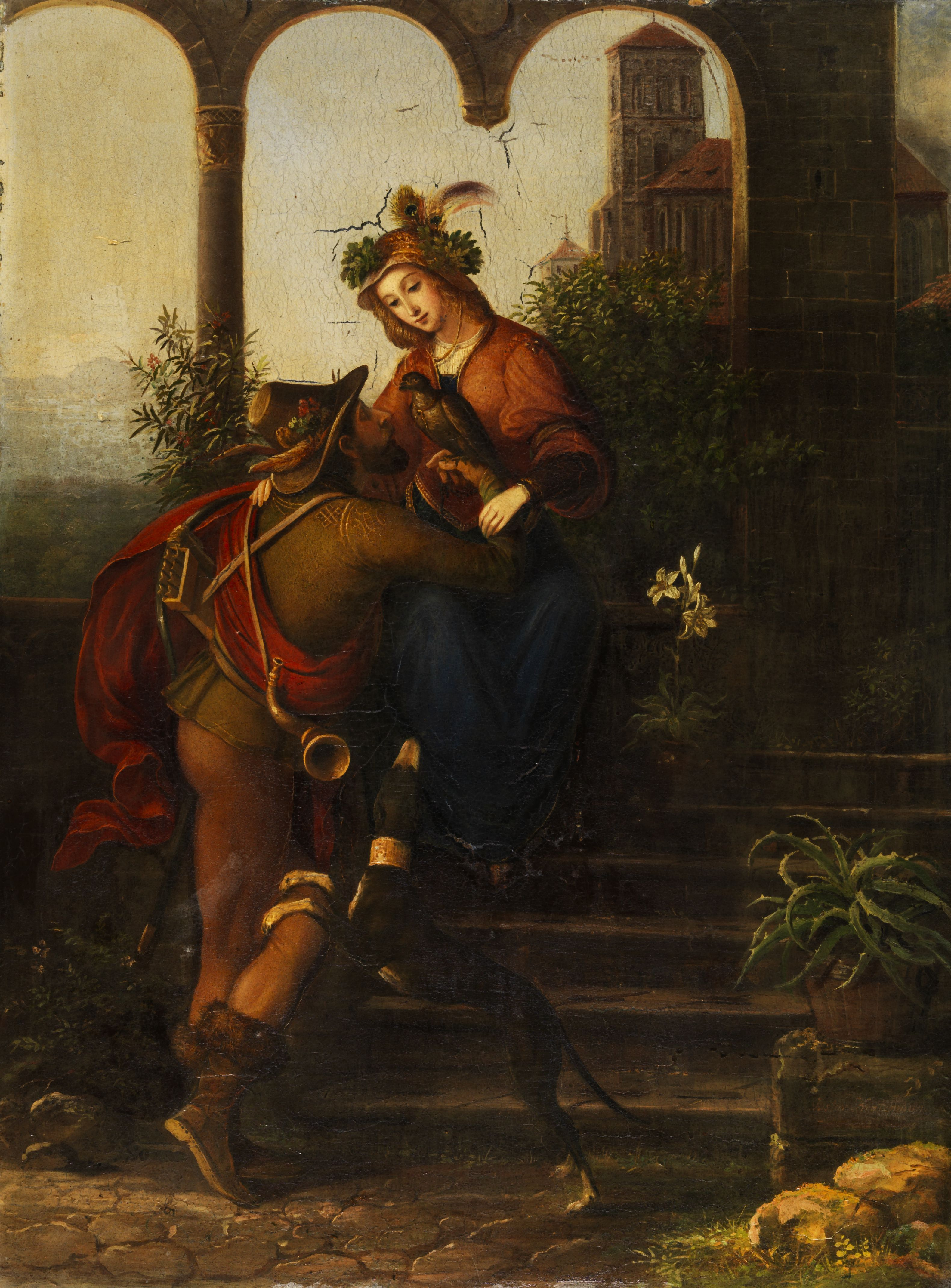
Der Abschied des Falkners (Öl auf Holz)

Karl Gustav Philipp Kratzmann (* 13. Februar 1812 in Kratzau; † 29. Juni 1902 in Teplitz) war ein böhmischer Maler, Lithograph und Restaurator.

## Leben
Kratzmann studierte ab 1825 an der Prager Kunstakademie bei Joseph Bergler. Anschließend setzte er seine Studien in Dresden und Wien fort. Am 13. Jänner 1836 wurde er an der Münchner Akademie immatrikuliert. Ab 1838 unternahm Kratzmann Studienreisen nach Italien und in die deutschen Staaten. Danach war er in Prag als Maler tätig und präsentierte seine Werke ab 1840 auf Ausstellungen in Dresden, Prag, Wien und Paris. Ab 1846 ließ sich Kratzmann bei Andreas Eigner zum Restaurator ausbilden.
Die Privatgesellschaft patriotischer Kunstfreunde in Prag bestellte Kratzmann 1852 zum Inspektor ihrer Gemäldegalerie. Im Jahre 1858 ging Kratzmann nach Wien und wurde vom Fürsten Esterházy zum Kustos seiner Galerie berufen. Vier Jahre später wurde er zum Direktor der Galerie Esterházy ernannt. 1865 übernahm Kratzmann die Leitung der Landesgalerie zu Pest. 1880 kehrte er nach Böhmen zurück und nahm seinen Alterssitz in der Kurstadt Teplitz. 
Kratzmann schuf hauptsächlich Porträts und religiöse Historienbilder.
Gustav Kratzmann war mit Caroline Kunz, einer Tochter des Bamberger Verlegers Carl Friedrich Kunz verheiratet. Sein Sohn Eduard war als Glasmaler tätig. Der Schriftsteller Ernst Kratzmann war sein Enkel.

## Werke (Auswahl)
- Die Heilige Familie, Öl 1829
- Madonna mit Jesus, Öl 1833
- Die heiligen drei Könige, Öl 1835
- Jesus und die Samariterin, Öl 1844
- Die heilige Ludmilla von Böhmen, Öl 1854, Pfarrkirche Netolice
- Die heilige Anna, Öl 1855
- Porträt Josef Max, Öl 1856
- Lasset die Kindlein zu mir kommen, Öl 1871
- Rudolf von Habsburg bietet dem Priester sein Pferd an, Öl 1884.
- Porträt Christian Friedrich Nerlich, Öl (Stadtmuseum Erfurt)
- Porträt Josef Karl Eduard Hoser, Öl (Nationalgalerie Prag)
- Porträt Franz I. , Öl (Erzbischöfliches Palais Prag)
- Carl Friedrich Kunz, Öl (Staatsbibliothek Bamberg)
- vier Porträts von Sophie Kunz und ihrer Töchter Cäcilie und Caroline, Öl (Privatbesitz)
- Szene mit den Freunden E. T. A. Hoffmann, Carl Friedrich Kunz und Christian Pfeuffer, Lithographie